# Immeuble du 8 rue Auguste-Leprevost à Bernay
L'immeuble du 8 rue Auguste-Leprevost est un monument de la ville de Bernay dans l'Eure.

## Localisation
L'immeuble est situé 8 rue Auguste-Leprevost à Bernay.

## Histoire
L'édifice est daté du XVIe siècle.
Les façades et les toitures de l'immeuble sont inscrites au titre des monuments historiques depuis le 26 décembre 1927.